# Caballerizo mayor

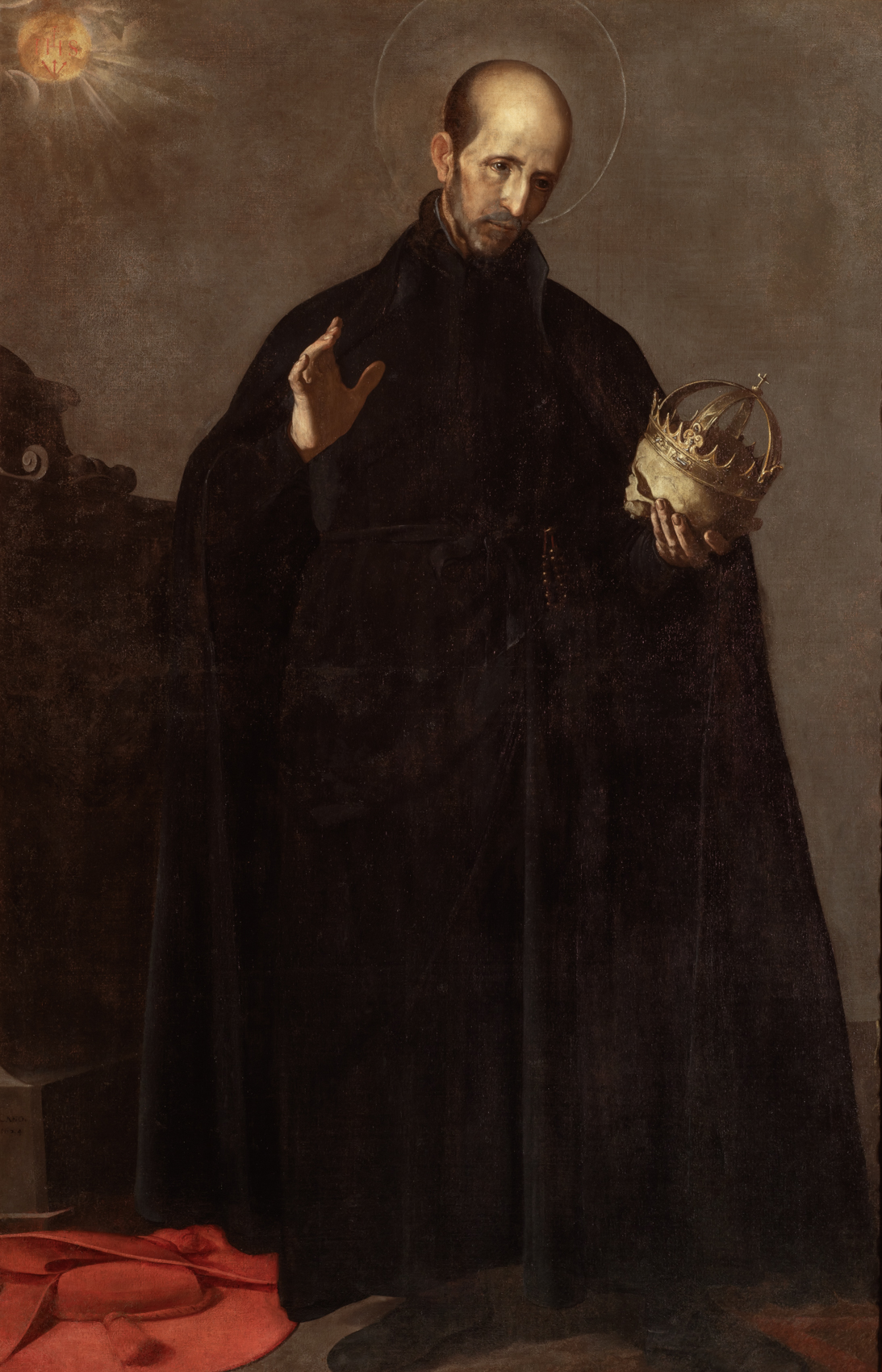
San Francisco de Borja que fue caballerizo mayor de la emperatriz Isabel de Portugal.

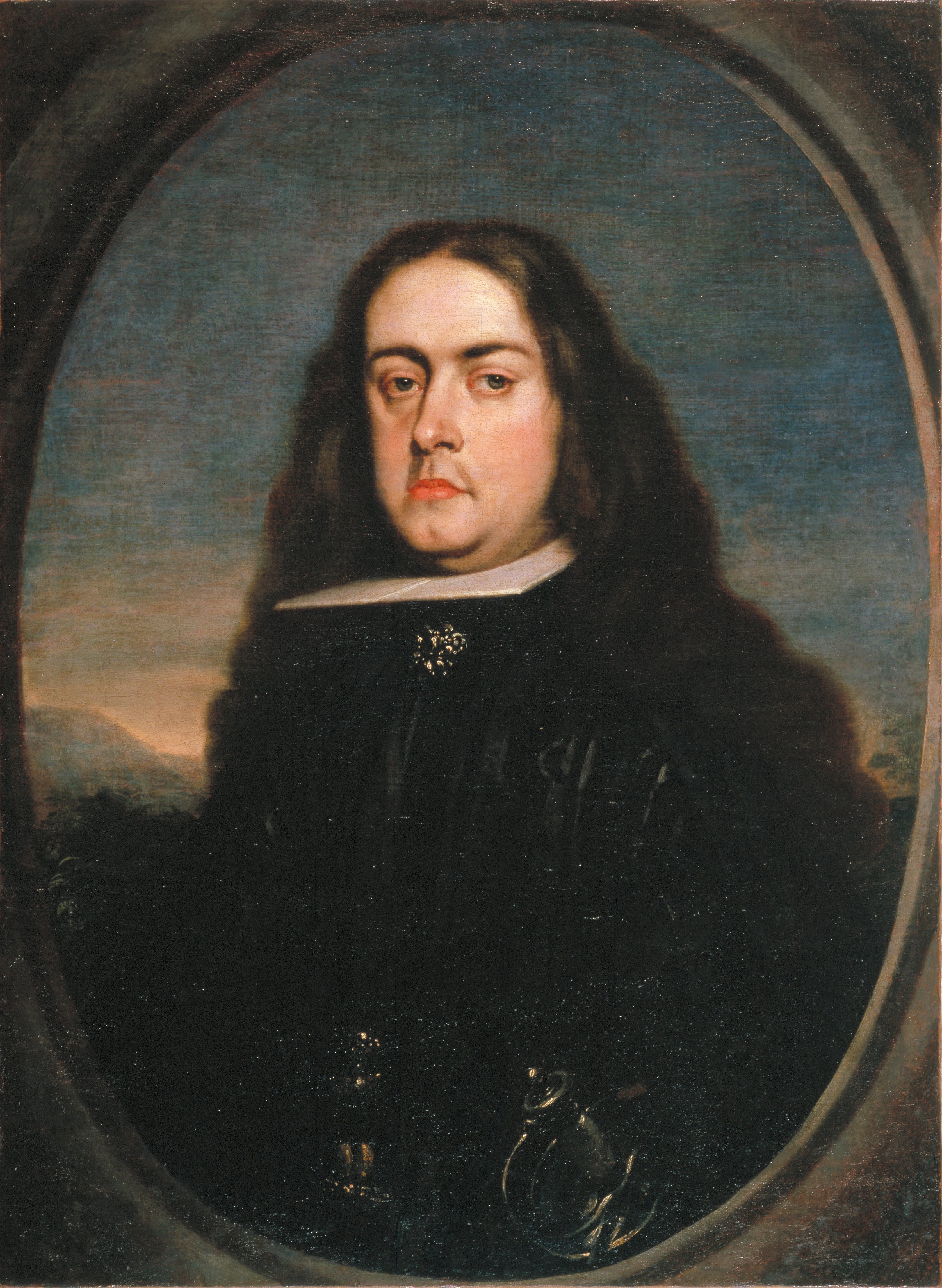
Juan Francisco de la Cerda Enríquez de Ribera, duque de Medinaceli, caballerizo mayor del rey Carlos II.

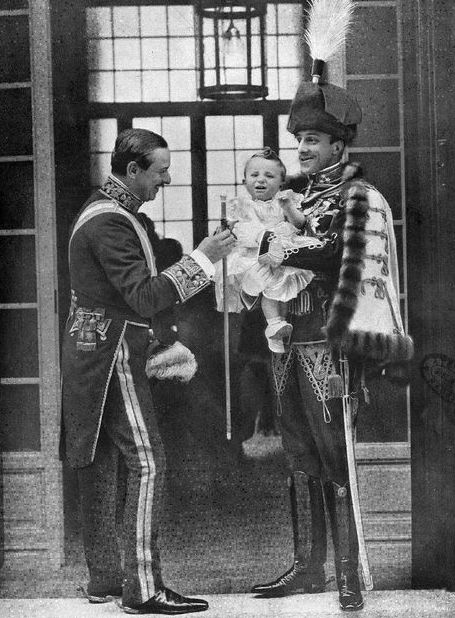
El marqués de Viana, caballerizo mayor junto al rey Alfonso XIII y su hijo el infante Jaime de Borbón y Battenberg en brazos.

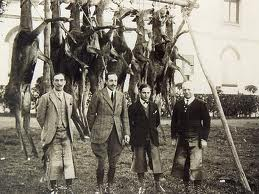
Fotografía de una montería a la que asistió el rey Alfonso XIII, quien aparece acompañado por el marqués de Viana, su montero mayor, por el hijo de este, conde de Coquilla, y por el marqués de La Guardia.

El caballerizo mayor era el jefe de palacio encargado de la dirección y gobierno de la caballeriza del rey de España, y lo acompañaba tan pronto salía de palacio. Formaba parte del entramado institucional de la Real Casa y Patrimonio de la Corona de España.

## Antecedentes históricos
Este empleo cuenta mucha antigüedad en España y ya se conocía con la misma denominación que ahora tiene en tiempo del emperador Carlos V, como lo atestiguan los nombramientos de San Francisco de Borja y del marqués de Launoi como caballerizos mayores de la emperatriz su esposa, de lo cual también se infiere claramente el mucho honor y distinción anejos a aquel cargo; de otro modo no se hubieran buscado para él personas de tanta nobleza y posición.
Los reyes de España, que siempre remuneraron generosamente a sus servidores y que sostuvieron su corte y su casa con gran pompa y magnificencia, otorgaron considerables prerrogativas a su caballerizo mayor como servidor que era tan inmediato a sus personas. Le confirieron la honra de tener llave de cámara y aposento en palacio, el mando en la casa de los pajes del rey, en los piqueros y en la armería real, el privilegio de andar en coche del rey con seis mulas o caballos, la precedencia fuera de palacio sobre el mayordomo mayor y sumiller de corps, acompañando al rey y otras varias distinciones no menos honoríficas.
Aparte de ellas, el caballerizo mayor del rey ha disfrutado en otros tiempos del conocimiento de causas y pleitos, de una verdadera jurisdicción, puesto que entraba en unión del mayordomo mayor y del sumiller de corps a formar la junta de Bureo con igual concepto de jefe principal. En su virtud le correspondía por asesor un consejero de Castilla, tanta era la categoría que representaba. Las leyes españolas recopiladas declaraban esta jurisdicción del caballerizo mayor, le encomendaban como primer jefe de la Real Caballeriza su privativo gobierno y dirección, ponían bajo sus órdenes los criados e individuos que en aquella servían, le concedían en unos empleos la propuesta, en otros el nombramiento, etc. El fuero privativo de los empleados de Reales Caballerizas se extinguió posteriormente, entendiéndose competente para con ellos la jurisdicción ordinaria.
Pero a pesar de haberse desmembrado las facultades de justicia de la autoridad del caballerizo mayor del rey, no perdió este empleo su elevado carácter. Y con él se siguieron considerando honradas las más distinguidas personas de la aristocracia. Y si por una parte quedó dentro de una esfera más limitada, en cambio acreció a su consideración la que tuvieron en otras épocas ciertos empleos principales de palacio que en él se refundieron. La Real Ballestería siguió conforme a la ley recopilada bajo las órdenes del Caballerizo mayor, teniendo a la vez el concepto que su título indica, el de caballerizo y de ballestero y montero mayor, siendo el jefe de los caballerizos de campo, ballesteros, reyes de armas, picadores, correos, tronquistas y criados de la real caballeriza.
Aunque se haya tratado del caballerizo mayor del rey, no debe tomarse esto literalmente, ni dar motivo a creer que no hay más que un caballerizo mayor. El rey, lo mismo que la reina, tenían cada cual el suyo, notándose en esto una igualdad e independencia acostumbrada de antiguo en palacio. Las funciones de caballerizo mayor pertenecen a las que se llaman de etiqueta.
Este puesto fue desempeñado en estos siglos, con la notable excepción del marqués de Bélgida durante el reinado de los reyes Carlos IV y Fernando VII, por un grande de España.

## Régimen durante los siglosXIXyXX

### Régimen orgánico y funciones
Durante los reinados de los dos últimos reyes antes de la proclamación de la Segunda República, Alfonso XII  y Alfonso XIII, el caballerizo mayor era la segunda persona en categoría tras el mayordomo mayor, correspondiéndole la jefatura tan pronto el monarca salía de palacio. Su desempeño debía corresponder a un grande de España y su sueldo era de 15.000 pesetas anuales, el mismo que tenía el mayordomo mayor e igualmente, como este, disponía de oficina y cuarto propio en el Palacio Real de Madrid.
El caballerizo mayor acompañaba al rey en todas sus salidas o «jornadas» a caballo junto al carruaje, en el propio carruaje a su lado o «al vidrio» (como se decía), en automóvil y en los viajes en tren o en barco por España y el extranjero.
Como montero mayor, con la ayuda del primer montero, a él correspondía la gestión de las reservas de caza del Patrimonio de la Corona y la organización de las cacerías (monterías...) a las que asistiera el rey si estas tenían lugar en los cazaderos de la Corona como eran el Monte de El Pardo, la Real Casa de Campo o los bosques de Valsaín. En las monterías y tiradas de perdices organizadas por terceros, y que contaban con la asistencia del rey, siempre acompañaba a este en aquella condición.

### Unidades dependientes del Caballerizo mayor
A sus órdenes inmediatas se encontraban el caballerizo mayor de la reina, el primer caballerizo y el primer montero con sueldos, ambos, de 7500 pesetas anuales cada uno. Tras de ellos se hallaban los caballerizos de campo, que solían ser oficiales del arma de Caballería, y los monteros de campo.
Del caballerizo mayor asimismo dependían, con asistencia del primer caballerizo, las Reales Caballerizas con su director al frente, cuyo puesto, en 1930, ocupaba Ramón Fernández de Córdoba, marqués de Zarco, que cuidaban de los caballos, carruajes, automóviles, camiones y otros vehículos afectos al servicio del monarca. También era el jefe de la Armería del Palacio Real de Madrid, cuyo conservador en 1930 era José María Conrado y Conrado.

### Privilegios, distintivo y uniforme
En las capillas y actos oficiales se sentaba a continuación del mayordomo mayor. En recepciones públicas, junto al mayordomo mayor y el comandante general de Alabarderos, permanecía tras los sillones reales.
El uniforme de montero era de paño verde muy oscuro con bordados propios, hojas de roble, etc.

## Caballerizos mayores de los reyes de España entre 1515 y 1931

### Caballerizos mayores del emperadorCarlos V, 1515-1556
- 1515-1522: Carlos de Lannoy
- 1522-1526: Cesare Ferramosca
- 1526-1529: Adrien de Croy, conde de Roeulx
- 1529-1530: Guillermo de Monfort, señor de Montfort
- 1530-1556: Jehan Lenin-Liéthard, conde de Bossu
- 1556: Sieur de Dandelot

### Caballerizos mayores del reyFelipe II, 1556-1598
- 1556-1579: Antonio de Toledo
- 1598: Diego Fernández de Córdoba, Señor de Armuña

### Caballerizos mayores del reyFelipe III, 1598-1621
- 1598-1618: Francisco de Sandoval y Rojas, duque de Lerma
- 1618-1621: Cristóbal Gómez de Sandoval y de la Cerda, duque de Uceda

### Caballerizos mayores del reyFelipe IV, 1621-1665
- 1621-1624: Juan Hurtado de Mendoza, duque del Infantado
- 1624-1643: Gaspar de Guzmán, conde-duque de Olivares
- 1643-1648: Diego López de Haro y Sotomayor, marqués del Carpio.[1]
- 1648-1661: Luis de Haro, marqués del Carpio
- 1661-1665: Fernando de Borja, príncipe de Esquilache y conde de Mayalde

### Caballerizos mayores del reyCarlos II, 1665-1701
- 1667-1669: Pedro Portocarrero y Aragón, duque consorte de Camiña, conde de Medellín
- 1669-1675: Francisco de Moura Corterreal, marqués de Castel-Rodrigo
- 1675-1683: Juan Gaspar Enríquez de Cabrera y Sandoval, duque de Medina de Rioseco, Almirante de Castilla
- 1683-1687: Juan Francisco de la Cerda, duque de Medinaceli
- 1687-1688: Francisco Fernández de Córdoba, duque de Sessa
- 1693-1701: Juan Tomás Enríquez de Cabrera y Ponce de León, duque de Medina de Rioseco, Almirante de Castilla

### Caballerizos mayores del reyFelipe V, 1701-1724
- 1701-1713: Juan Clarós Pérez de Guzmán y Fernández de Córdoba, duque de Medina Sidonia
- 1715-1721: Francesco Pico, duque de la Mirandola
- 1721-1724: Alonso Manrique de Lara y Silva, duque del Arco

### Caballerizo mayor del reyLuis I, 1724
- 1724: Alonso Manrique de Lara y Silva, duque del Arco

### Caballerizos mayores del reyFelipe V, 1724-1746
- 1724-1737: Alonso Manrique de Lara y Silva, duque del Arco
- 1738-1746: Manuel de Benavides y Aragón,  conde y luego duque de Santisteban del Puerto

### Caballerizos mayores del reyFernando VI, 1746-1759
- 1746-1749: Francisco Fernández de la Cueva y de la Cerda, duque de Alburquerque
- 1749-1759: Luis Fernández de Córdoba y Spínola, duque de Medinaceli

### Caballerizos mayores del reyCarlos III, 1759-1788
- 1759-1768: Luis Fernández de Córdoba y Spínola, duque de Medinaceli
- 1768-1777: Pedro de Alcántara Pérez de Guzmán y Pacheco, duque de Medina Sidonia
- 1780-1788: Felipe López-Pacheco de la Cueva, marqués de Villena

### Caballerizos mayores del reyCarlos IV, 1788-1808
- 1788-1798: Felipe López-Pacheco de la Cueva, marqués de Villena
- 1798-1801: Juan de la Cruz Belbis de Moncada y Pizarro, marqués de Bélgida
- 1801-1808: Vicente Joaquín Osorio de Moscoso y Guzmán, marqués de Astorga

### Caballerizos mayores del reyFernando VII, 1808 y 1814-1833
- 1808: Vicente Joaquín Osorio de Moscoso y Guzmán, marqués de Astorga
- 1814-1822: Juan de la Cruz Belbis de Moncada y Pizarro, marqués de Bélgida
- 1822-1823: Vicente Isabel Osorio de Moscoso y Álvarez de Toledo, marqués de Astorga
- 1823-1833: Juan de la Cruz Belbis de Moncada y Pizarro, marqués de Bélgida

### Caballerizos mayores de la reinaIsabel II, 1833-1868
- 1833-1838: Fernando de Aguilera y Contreras, marqués de Cerralbo
- 1838-1839: Ángel María de Carvajal y Fernández de Córdoba y Gonzaga, duque de Abrantes
- 1839-1854: Joaquín Fernández de Córdova y Pacheco, marqués de Malpica y duque de Arión
- 1854: Mariano Patricio de Guillamas y Galiano, marqués de San Felices
- 1854-1856: Vicente Pío Osorio de Moscoso y Ponce de León, duque de Montemar
- 1856-1859: Francisco Javier Arias Dávila y Matheu, conde de Puñonrostro
- 1860-1868: Fernando Díaz de Mendoza y Valcárcel, conde de Lalaing

### Caballerizo mayor del reyAmadeo I, 1871-1873
- 1871: Carlos Manuel O'Donnell, duque de Tetuán

Entre 1871 y 1873 este cargo se suprimió.

### Caballerizo mayor del reyAlfonso XII, 1875-1885
- 1875-1885: José Osorio y Silva, marqués de Alcañices

### Caballerizos mayores del reyAlfonso XIII, 1885-1931
- 1885-1900: José Álvarez de Toledo y Silva, duque de Medina Sidonia

Entre 1900 y 1903 el cargo permaneció vacante.
- 1903-1906: Manuel Felipe Falcó y Osorio, marqués de la Mina
- 1906-1927: José de Saavedra y Salamanca, marqués de Viana
- 1927-1931: Baltasar de Losada y Torres, conde de Maceda

Asimismo existió el cargo de Caballerizo mayor de la Reina que fue ejercido por las siguientes personas:

## Caballerizos mayores de las reinas de España entre 1529 y 1931

### Caballerizo mayor de la emperatrizIsabel de Portugal, 1529-1539
- 1529-1539: Francisco de Borja, barón de Llombay y luego duque de Gandía

### Caballerizo mayor de la reinaIsabel de Valois, 1559-1568
- 1559-1568: Fadrique de Portugal

### Caballerizo mayor de la reinaAna de Austria, 1570-1580
- 1570-1580: Luis de Venegas y Figueroa

### Caballerizos mayores de la reinaMargarita de Austria, 1599-1611
- 1599-1604: Antonio de Toledo
- 1604-1611: Lope de Moscoso Osorio, conde de Altamira

### Caballerizo mayor de la reinaIsabel de Borbón, 1621-1644
- 1621-1644: Gaspar de Moscoso Osorio,  marqués consorte de Almazán

### Caballerizos mayores de la reinaMariana de Austria, 1649-1675
- 1652-1659: Fernando de Borja
- 1659-1663: Luis Guillén de Moncada y Aragón, duque de Montalto
- 1663-1667: Guillén Ramón de Moncada y Castro, marqués de Aitona
- 1667-1669: Pedro Portocarrero y Aragón, duque consorte de Camiña, conde de Medellín
- 1669-1675: Francisco de Moura Corterreal, marqués de Castel-Rodrigo

### Caballerizos mayores de la reinaMaría Luisa de Orleáns, 1675-1689
- 1676-1676: Fernando de Valenzuela, marqués de Villasierra
- 1676-1683: Gaspar Téllez-Girón y Sandoval, duque de Osuna
- 1683-1685: Fernando Joaquín Fajardo, marqués de los Vélez
- 1685-1689: Pablo Spínola Doria, marqués de los Balbases

### Caballerizos mayores de la reinaMariana de Neoburgo, 1689-1701
- 1689-1692: Pablo Spínola Doria, marqués de los Balbases
- 1692-1699: Jaime Francisco Sarmiento de Silva y Fernández de Híjar, duque de Híjar
- 1699-1701: Ettore Pignatelli, duque de Monteleón

### Caballerizo mayor de la reinaMaría Luisa Gabriela de Saboya, 1701-1714
- 1701-1714: Carlos Homo-Dei Lasso de la Vega,  marqués de Almonacid,   marqués consorte de Castel-Rodrigo

### Caballerizos mayores de la reinaIsabel de Farnesio, 1714-1746
- 1715-1733: Antonio del Giudice, Príncipe de Cellamare
- 1733-1745: Carlos Ambrosio Gaetano Spínola de la Cerda, marqués de los Balbases
- 1745-1746: Andrés Luis López-Pacheco y Osorio, duque de la Escalona

### Caballerizos mayores de la reinaBárbara de Braganza, 1746-1758
- 1746-1753: Carlos Ambrosio Gaetano Spínola de la Cerda, marqués de los Balbases
- 1753-1758: Pedro de Alcántara Pérez de Guzmán y Pacheco, duque de Medina Sidonia

### Caballerizo mayor de la reinaMaría Amalia de Sajonia, 1759-1760
- 1759-1760: Pedro de Alcántara Pérez de Guzmán y Pacheco,  duque de Medina Sidonia

### Caballerizos mayores de la reinaMaría Luisa de Parma, 1789-1806
- 1789-1803: Luis María Fernández de Córdoba y Gonzaga, duque de Medinaceli
- 1803-1808: Francisco de Borja Álvarez de Toledo Osorio, marqués de Villafranca

### Caballerizo mayor de la reinaMaría Isabel de Braganza, 1816-1818
- 1816-1818: Francisco de Borja Álvarez de Toledo Osorio, marqués de Villafranca

### Caballerizos mayores de la reinaMaría Josefa Amalia de Sajonia, 1818-1829
- 1816-1821: Francisco de Borja Álvarez de Toledo Osorio, marqués de Villafranca
- 1821-1829: Juan Antonio Fivaller y Taverner, marqués consorte de la Lapilla

### Caballerizo mayor de la reinaMaría Cristina de Borbón-Dos Sicilias, 1829-1833
- 1829-1833: Juan Antonio Fivaller y Taverner, marqués consorte de la Lapilla

### Caballerizo mayor de la reinaMaría de las Mercedes de Orleans, 1878
- 1878: Francisco de Borja Silva-Bazán y Téllez Girón, marqués de Santa Cruz

### Caballerizo mayor de la reinaMaría Cristina de Habsburgo-Lorena, 1879-1906
- 1879-1906: Ignacio de Arteaga y Puente, conde del Pilar

### Caballerizos mayores de la reinaVictoria Eugenia de Battenberg, 1906-1931
- 1906-1919: Mariano Fernández de Henestrosa y Ortiz de Mioño, duque de Santo Mauro
- 1919-1931: Lorenzo Piñeiro y Fernández de Villavicencio, marqués de Bendaña

## Primeros caballerizos de los reyesAlfonso XIIyAlfonso XIII
Alfonso XII:
- Ricardo Castellví e Ibarrola, conde de Carlet (1875-1876)
- Ignacio de Arteaga y Puente, conde del Pilar (1876-1885)

Alfonso XIII:
- Ignacio de Arteaga y Puente, conde del Pilar (1885-1894)
- Bernardo Ulibarri (1894-1903)
- Rodrigo Álvarez de Toledo (1903-1912)
- Fernando Moreno de Tejada y Díaz de Cabria, conde de Fuenteblanca (1912-1914)
- Miguel Tacón y Calderón, duque de Unión de Cuba (1914-1931)

## Primeros Monteros de los reyesAlfonso XIIyAlfonso XIII
Alfonso XII:
- Honorio de Samaniego y Pando, conde de Villapaterna (1875-1885)

Alfonso XIII:
- Honorio de Samaniego y Pando, conde de Villapaterna (1885-1893)

Entre 1893 y 1903 el cargo se suprimió.
- Baltasar de Losada y Torres, conde de San Román y, luego, conde de Maceda (1903-1927)
- Alonso Álvarez de Toledo y Samaniego, marqués de Villanueva de Valdueza (1927-1931)